# Vestbirk Sø
Vestbirk Sø er den sidste af tre kunstige søer, der opstod ved opstemningen af Gudenåen da man i 1925 byggede Vestbirk Kraftværk. Ovenfor ligger Bredvad Sø og Naldal Sø. Søerne opstod på fem dage i slutningen af november 1924, da man oprettede dæmningen i Træden Skov. Vestbirk Sø ligger i den tidligere Gedved Kommune, nu Horsens Kommune.

55°58′17.89″N 9°42′12.30″Ø / 55.9716361°N 9.7034167°Ø